# John-Foster-Dulles-Allee
Die John-Foster-Dulles-Allee ist eine Allee durch den Großen Tiergarten im Berliner Ortsteil Tiergarten. Sie verläuft vom Spreeweg und mündet in die Scheidemannstraße in der Nähe des Reichstagsgebäudes. Sie ist nach dem ehemaligen US-amerikanischen Außenminister John Foster Dulles benannt.

## Geschichte
Der ursprüngliche Verlauf der ehemaligen Zeltenallee verlief vom Kurfürstenplatz bis zur Friedensallee (heute: Simsonweg), nahe dem Brandenburger Tor. „In den Zelten“ war ein beliebter Ausflugsort mit vielen Bierzelten und Veranstaltungen, vor allem am Zeltenplatz. Der heutige Verlauf ist nur zur Hälfte erhalten, die John-Foster-Dulles Allee endet auf der Westseite des Sowjetischen Ehrenmals. Die Zeltenallee ist überbaut worden auf der Höhe, an der sie die Siegesallee kreuzte.
Im Jahr 1959 erfolgte die Umbenennung in John-Foster-Dulles-Allee. Zusätzlich wurde auch der Teil des ehemaligen Schlieffenufers (vom Spreeweg bis zum Kurfürstenplatz) umbenannt. Bekanntestes Bauwerk an der Allee ist die Kongresshalle mit dem Haus der Kulturen der Welt.